# Giovanni Adolfo I di Schwarzenberg
Johann Adolf von Schwarzenberg, I principe di Schwarzenberg (Wermelskirchen, 20 settembre 1615 – Laxenburg, 26 maggio 1683), fu conte di Schwarzenberg dal 1625 al 1670 e poi principe di Schwarzenberg dal 1670 fino alla sua morte.

## Biografia
Giovanni Adolfo nacque a Wermelskirchen (all'epoca parte del Sacro Romano Impero) nel 1615, figlio primogenito del conte Adamo di Schwarzenberg e di sua moglie, Margarete von Pallant. Alla morte di suo padre nel 1625 divenne conte di Schwarzenberg.
Diplomatico dotato, prestò servizio a Vienna al servizio dell'arciduca Leopoldo Guglielmo d'Asburgo, allora governatore generale dei Paesi Bassi spagnoli, del quale divenne ciambellano. Si portò quindi a Bruxelles risiedendo alla corte dell'arciduca. Giovanni Adolfo era un personaggio molto acculturato e poliglotta, versato anche nelle lettere classiche, oltre che un notevole mecenate nella sua epoca. Col tempo raccolse una grande collezione di opere d'arte che poi trasmise ai suoi discendenti. Nel 1650 venne nominato cavaliere dell'Ordine del Toson d'oro.
Alla morte dell'arciduca Leopoldo Guglielmo nel 1662, Giovanni Adolfo si trasferì permanentemente in Boemia dove acquisì i feudi di Wittingau nel 1660 e Frauenberg nel 1661, impegnandosi a migliorare le colture e a promuovere l'artigianato locale.
Il 14 luglio 1670, l'imperatore Leopoldo I del Sacro Romano Impero lo promosso al rango di principe di Schwarzenberg.
Alla sua dipartita, il 26 maggio 1683, gli succedette il figlio Ferdinando Guglielmo Eusebio.

## Matrimonio e figli
Il 15 marzo 1644 a Vienna sposò Marie-Justine von Starhemberg (1608-1681). La coppia ebbe i seguenti figli:
- Giovanni Leopoldo Filippo (gennaio-agosto 1647)
- Maria Ernestina (1649 – 1719), sposò il principe Giovanni Cristiano I di Eggenberg
- Ferdinando Guglielmo (1652 – 1703), II principe di Schwarzenberg
- Carlotta (1654 – 1661)
- Luigi Adamo (1655 – 1656)
- Polissena (1658 – 1659)

## Albero genealogico
|                                                                 |                                                  |                                                 | Genitori                          |  |  | Nonni |  |  | Bisnonni                                                  |  |  | Trisnonni                                               |  |
|                                                                 |                                                  |                                                 |                                   |  |  |       |  |  | Guglielmo II di Schwarzenberg, VI barone di Schwarzenberg |  |  | Guglielmo I di Schwarzenberg, V barone di Schwarzenberg |  |
|                                                                 |                                                  |                                                 |                                   |  |  |       |  |  | Guglielmo II di Schwarzenberg, VI barone di Schwarzenberg |  |  | Guglielmo I di Schwarzenberg, V barone di Schwarzenberg |  |
|                                                                 |                                                  | Katharina Wilhelmina de Nesselrode              |                                   |  |  |       |  |  | Guglielmo II di Schwarzenberg, VI barone di Schwarzenberg |  |  |                                                         |  |
| Adolfo di Schwarzenberg, I conte di Schwarzenberg               |                                                  |                                                 |                                   |  |  |       |  |  | Guglielmo II di Schwarzenberg, VI barone di Schwarzenberg |  |  |                                                         |  |
|                                                                 |                                                  | Anna von der Harff-Alsdorf                      | Wilhelm Anna von de Harff-Alsdorf |  |  |       |  |  |                                                           |  |  |                                                         |  |
|                                                                 |                                                  | Anna von der Harff-Alsdorf                      | Wilhelm Anna von de Harff-Alsdorf |  |  |       |  |  |                                                           |  |  |                                                         |  |
|                                                                 |                                                  | Anna von der Harff-Alsdorf                      | …                                 |  |  |       |  |  |                                                           |  |  |                                                         |  |
| Adamo di Schwarzenberg, II conte di Schwarzenberg               |                                                  | Anna von der Harff-Alsdorf                      |                                   |  |  |       |  |  |                                                           |  |  |                                                         |  |
|                                                                 |                                                  | …                                               | …                                 |  |  |       |  |  |                                                           |  |  |                                                         |  |
|                                                                 |                                                  | …                                               | …                                 |  |  |       |  |  |                                                           |  |  |                                                         |  |
|                                                                 |                                                  | …                                               | …                                 |  |  |       |  |  |                                                           |  |  |                                                         |  |
| Margareth Elisabeth Wolf von Metternich                         |                                                  | …                                               |                                   |  |  |       |  |  |                                                           |  |  |                                                         |  |
|                                                                 |                                                  | …                                               | …                                 |  |  |       |  |  |                                                           |  |  |                                                         |  |
|                                                                 |                                                  | …                                               | …                                 |  |  |       |  |  |                                                           |  |  |                                                         |  |
|                                                                 |                                                  | …                                               | …                                 |  |  |       |  |  |                                                           |  |  |                                                         |  |
| Giovanni Adolfo I di Schwarzenberg, I principe di Schwarzenberg |                                                  | …                                               |                                   |  |  |       |  |  |                                                           |  |  |                                                         |  |
|                                                                 | Werner II von Pallant zu Larochette und Möstroff | Werner I von Pallant zu Larochette und Möstroff |                                   |  |  |       |  |  |                                                           |  |  |                                                         |  |
|                                                                 | Werner II von Pallant zu Larochette und Möstroff | Werner I von Pallant zu Larochette und Möstroff |                                   |  |  |       |  |  |                                                           |  |  |                                                         |  |
|                                                                 | Werner II von Pallant zu Larochette und Möstroff | Margaret von Bergerhausen                       |                                   |  |  |       |  |  |                                                           |  |  |                                                         |  |
| Adam von Pallant zu Larochette und Möstroff                     | Werner II von Pallant zu Larochette und Möstroff |                                                 |                                   |  |  |       |  |  |                                                           |  |  |                                                         |  |
|                                                                 |                                                  | …                                               | …                                 |  |  |       |  |  |                                                           |  |  |                                                         |  |
|                                                                 |                                                  | …                                               | …                                 |  |  |       |  |  |                                                           |  |  |                                                         |  |
|                                                                 |                                                  | …                                               | …                                 |  |  |       |  |  |                                                           |  |  |                                                         |  |
| Margaret Hartrad von Pallant zu Larochette und Möstroff         |                                                  | …                                               |                                   |  |  |       |  |  |                                                           |  |  |                                                         |  |
|                                                                 |                                                  | Bernard von Bourscheid                          | …                                 |  |  |       |  |  |                                                           |  |  |                                                         |  |
|                                                                 |                                                  | Bernard von Bourscheid                          | …                                 |  |  |       |  |  |                                                           |  |  |                                                         |  |
|                                                                 |                                                  | Bernard von Bourscheid                          | …                                 |  |  |       |  |  |                                                           |  |  |                                                         |  |
| Maria von Bourscheid                                            |                                                  | Bernard von Bourscheid                          |                                   |  |  |       |  |  |                                                           |  |  |                                                         |  |
|                                                                 |                                                  | …                                               | …                                 |  |  |       |  |  |                                                           |  |  |                                                         |  |
|                                                                 |                                                  | …                                               | …                                 |  |  |       |  |  |                                                           |  |  |                                                         |  |
|                                                                 |                                                  | …                                               | …                                 |  |  |       |  |  |                                                           |  |  |                                                         |  |
|                                                                 |                                                  | …                                               |                                   |  |  |       |  |  |                                                           |  |  |                                                         |  |